# زبان ولسکی
زبان ولسکی یکی از زبان‌های اوسکی-اومبری بود که توسط قبیله باستانی ولسکیان گویش می‌شد. زبان ولسکی رابطه نزدیکی با زبان‌های اوسکی و اومبری دارد.
زبان‌های اوسکی-اومبری یکی از زیر خانواده‌های زبان‌های ایتالی هستند.